# 捉放愛
《捉放愛》（英語：Catch and Release）是一部2007年美国浪漫喜剧电影，由苏珊娜·格兰特编剧和导演，这是她担任导演的第一部电影，主演有珍妮佛·嘉納、蒂莫西·奥利芬特、凯文·史密斯、山姆·贾格和朱丽叶特·刘易斯。 影片中，女主角的未婚夫去世后，向他的朋友們寻求安慰，了解了他的秘密，最後爱上了未婚夫最好的朋友。 拍摄于2005年在温哥华和科罗拉多州博尔德进行。 《捉放愛》于2006年10月20日在奧斯丁影展首映，2007年1月26日在美国上映。 这部电影的票房惨败，仅赚了1600万美元，而预算为2500万美元。

## 剧情
在博尔德，格雷·惠勒在本应结婚的那天参加了未婚夫格雷迪·道格拉斯的葬礼。 她躲在浴帘后面想要独处，但不巧的是，她听到了格雷迪最好的朋友弗里茨和餐饮服务员做爱。
格雷迪的律师伊芙表明，由于两人并没有结婚，格雷不会得到任何遗产。 格雷迪拥有一个存有一百万美元的秘密投资账户，而她对此一无所知。
格雷意识到她再也负担不起他们挑选的房子的租金了。 在格雷迪的两个好朋友丹尼斯和萨姆的帮助下，她把自己的东西存起来，搬去和他们一起住。 弗里茨目前正在加利福尼亚州导演广告，也来此居住，导致他和格雷之间的关系变得紧张。
格雷发现格雷迪每月都会向一个陌生人转3,000美元。 后来，她找到了格雷迪的手机，听到一个女人发来的一连串询问钱财的信息。 格雷向弗里茨询问答案（因为是洛杉矶打来的号码），他透露格雷迪有一个儿子，母亲是个按摩师，靠他寄来的钱生活。 弗里茨告诉格雷，这个男孩已经八岁了，因此是在她遇到格雷迪之前怀上的。
道格拉斯太太要求格雷归还传家宝订婚戒指，格雷更加不安了。 她拒绝了这一要求，留下了戒指。 另一名女子莫琳和儿子玛蒂来找格雷迪。 格雷看到玛蒂其实只有四岁，意识到格雷迪在欺骗她。 她去质问弗里茨，两人最后却热情地亲吻了。
格雷不想与莫琳有任何瓜葛，但大家不愿意这么快送走他们已故朋友的儿子，最后他们一起吃晚餐互相了解了彼此。 格雷想要知道格雷迪为何会暗中欺骗她，脱口说出了自己的看法：她认为“捉了就放”的渔民很残忍，他们应该直接吃掉鱼。
萨姆和莫琳性格相似，相处得很好，但有一次玛蒂在旁边时莫琳主动提出性爱要求，萨姆阻止了她。 格雷和弗里茨变得亲密起来。 在去河边的一日游中，萨姆教玛蒂飛蠅釣，而丹尼斯告诉格雷自己对她有感觉。 得知格雷和弗里茨勾搭上时，他感到很难过，但她却认为这“毫无意义”，殊不知弗里茨听到了他们说话。 他认为她不在乎，于是返回了马里布。
道格拉斯太太坚持要求玛蒂在继承格雷迪的财产之前进行DNA测试；测试结果显示玛蒂不是他的亲生儿子。 莫琳不知道如何找到拉斐尔，即格雷迪孩子的父亲，在格雷迪去世前几天她曾与他发生过关系，莫琳也不知道在没有钱的情况下如何养活玛蒂。 格雷告诉道格拉斯太太，要么把钱给这个格雷迪视如己出的孩子，要么卖掉家里的订婚戒指，帮助莫琳抚养他。在丹尼斯为纪念格雷迪而修建的和平花园的落成典礼上，道格拉斯夫人向莫琳捐赠了100万美元。 然后她告诉格雷留下那枚戒指，因为她只想要回她的儿子。 丹尼斯搬出去了；莫琳和玛蒂找到了新的精神支持，又拿到了道格拉斯一家的钱，则搬来与萨姆同住。 格雷前往马里布，看到弗里茨在海滩上和他的狗玩耍——两人拥抱亲吻起来。

## 制作
影片于2005年3月在加拿大不列颠哥伦比亚省溫哥華开拍。2005年12月又进行了额外的拍摄。 2005年7月，影片在故事发生地科罗拉多州博尔德进行了数场拍摄。
凯文·史密斯说，在拍摄这部电影时，他和刘易斯去了烏維·鮑爾的电影《末日危城：王者之役》的片场，因为史密斯听说他们有Krispy Kreme甜甜圈，是由在那部电影中出演的畢·雷諾斯空运过来的。 他们把几盒甜甜圈带回了《捉放愛》的片场，片场有人问他们是不是从《末》的片场偷的，因为雷諾斯看到有人带着它们跑了。